# Обсерватория Маунт-Леммон
Маунт-Леммон обсерватория — астрономическая обсерватория, основанная в 1963 году в Coronado National Forest, Аризона, США. В 2008 году Аризонский университет организовал на базе обсерватории астрономический образовательный центр Mount Lemmon SkyCenter.

## История обсерватории
С 1956 по 1969 год данное место применялось для радиолокационных наблюдений ВВС США и предупреждения о полётах вражеских ракет или самолётов. Также на его территории базировались шахты для стратегических ракет Titan II. С 1970 года в данной местности (Mt. Lemmon и Mt. Bigelow) руководство астрономическими наблюдениями ведёт Обсерватория Стюарда. В начале 1960-х годов был построен 61-дюймовый телескоп для ИК-обзоров, подготовка Лунного атласа перед полётами Аполлонов на Луну и поиска околоземных астероидов.

## Инструменты обсерватории
На горе Леммон:
- 20-inch Jamieson
- 32-inch Schulman
- 40-inch (Steward Observatory)
- 40-inch Korea Astronomy and Space Science Institute (KASI)
- 60-inch (Steward Observatory/Catalina Sky Survey)
- 60 inch, f/15, Dahl-Kirkham telescope, наблюдает в ИК-диапазоне, Cassagrain  (1970 год) (University of Minnesota)

На горе Bigelow:
- 61-inch (Steward Observatory) (1963 год)
- 30-inch Schmidt (Steward Observatory/ Catalina Sky Survey)

## Направления исследований
- ИК-астрономия
- Мониторинг комет и вспышек Новых звезд
- Поиск околоземных астероидов

## Основные достижения
- Всего 258 астрометрических измерений опубликовано с 2009 по 2010 года [1]
- В обсерватории проводился Обзор Маунт-Леммон (у проекта есть свой собственный код в Центре малых планет) в ходе которого было открыто множество малых тел Солнечной системы
- Составление атласа Луны перед полетами Аполлонов